# 밀라노 포르타 가리발디역
밀라노 포르타 가리발디역(IATA : IPR, Milano Porta Garibaldi)는 이탈리아 밀라노의 주요 기차역으로, 포르타 가리발디로 알려진 지역의 바로 북쪽에 위치해 있다. 프르타 가리발디는 연간 2,500만 명의 승객이 이용하는 통근 교통을 위한 도시의 주요 역이지만, 전체 승객 교통량을 고려할 때 밀라노 첸트랄레역에 이어 두 번째이다. 역은 지그문트 프로이트 광장에 있다.

## 역사
가리발디역은 1961년 포르타 누오바(Porta Nuova)라고 불리는 3개의 이전 역 근처에 지어졌으며, 1840년(밀라노-몬차 철도의 밀라노 첫 번째 역)과 1931년 사이에 문을 열었다. 후자의 역은 또한 바레시네(바레세 이후)라고 했으며, 갈라라테, 노바라 및 바레세 행 노선이다. 역 건설은 대부분 미완성인 비즈니스 센터 개발을 위한 야심찬 프로젝트의 일부였다. 1966년에는 가리발디 터널을 통해 미라벨로 교차로까지 연결되었고, 몬차(그레코 피렐리역에서)와 람브라테역에서 벨트 라인으로 연결되었다. 따라서 역은 페로비에 델로 스타토(FS)의 모든 지역 노선에서 접근할 수 있게 되었다.

## 운행편
포르타 가리발디에는 북서쪽을 바라보는 12개의 터미널 플랫폼과 북서쪽에서 앞서 언급한 가리발디 터널까지 가는 플랫폼을 통해 8개의 터미널이 있다. 이탈리아어로 "작은 통로") 링크. 이 링크는 2010년 9월 13일부터 4개의 프레치아로사 고속 열차에 의해 사용 중이며, 2010년 12월부터 더 많은 열차가 추가될 예정이다. 또한 2개의 지하 플랫폼이 밀라노 파센테 철도에서 열차로 제공된다.
2006년 3월 20일 FS의 자회사인 첸토스타치오니는 여객 시설을 재개발했으며, 현재 풀 엔지니어링과 계약을 맺고 있다. 여기에는 새로운 가구와 조명, 새로운 소매 공간 창출이 포함된다. 역 꼭대기에는 트레니탈리아와 FS의 지역 사무소가 있는 가리발디 타워라는 두 개의 고층 빌딩이 있다. 완전한 스타일 변경 후, 그들은 이제 마이레 테크니몬트(Maire Tecnimont)의 사무실을 수용한다.
역의 상부는 2009년부터 교외 노선 S7과 S8의 종점이었다. 토리노와 로마 사이를 운행하는 8개의 장거리 유로스타 이탈리아 열차는 트레니탈리아에서 운영한다. 트레노르드는 도이치반 및 오스테라이히스케 분데스바넨과 함께 뮌헨으로 가는 유로시티 노선을 매일 운행한다. 3 파리에서 출발하는 SNCF 떼제베 서비스는 2011년 11월부터 여기에서 종료되며 중앙역을 대체한다.
역에는 다음 서비스가 제공된다:
- 고속 서비스(TGV)파리 - 샹베리 - 토리노 - 밀라노
- 고속 서비스(프레치아로사) 토리노 - 밀라노 - 볼로냐 - 피렌체 - 로마 - 나폴리 - 살레르노
- 야간열차(인터시티 야간) 토리노 - 밀라노 - 파르마 - 로마 - 나폴리 - 살레르노
- 야간열차(인터시티 야간) 토리노 - 밀라노 - 파르마 - 레지오 에밀리아 - 피렌체 - 로마 - * 살레르노 - 라메치아 테르메 - 레지오 칼라브리아
- 야간 열차 (ÖBB 나이트 젯) 밀라노 - 브레시아 - 베로나 - 파도바 - 빌라흐 - 클라겐푸르트 - 비엔나
- 야간 열차(ÖBB Nightjet) 밀라노 - 브레시아 - 베로나 - 파도바 - 필라흐 - 잘츠부르크 - 뮌헨
- 지역 서비스 (지역 열차) 밀라노 - 몬차 - 카르나테 - 베르가모
- 밀라노 메트로폴리탄 서비스 (S1) 사론노 - 밀라노 - 로디
- 밀라노 메트로폴리탄 서비스 (S2) 마리아노 코멘세 - 세베소 - 밀라노
- 밀라노 메트로폴리탄 서비스 (S5) 바레세 - 로 - 밀란 - 트레비글리오
- 밀라노 메트로폴리탄 서비스 (S6) 노바라 - 로 - 밀란 - 트레비글리오
- 밀라노 메트로폴리탄 서비스 (S7) 밀라노 - 몬차 - 몰테노 - 레코
- 밀라노 메트로폴리탄 서비스 (S8) 밀라노 - 몬즈 - 카르나테 - 레코
- 밀라노 메트로폴리탄 서비스 (S11) 로 - 밀라노 - 몬차 - 세레뇨 - 코모 - 키아소
- 밀라노 메트로폴리탄 서비스 (S12) 밀라노 - 멜레냐노
- 밀라노 메트로폴리탄 서비스 (S13) 밀라노 – 파비아